# Itapoã
Itapoã è una regione amministrativa del Distretto Federale brasiliano.
Dista circa 30 km dalla Capitale Brasilia consta di circa 95 000 abitanti.
L'occupazione dell'area, che anteriormente era di competenza della V' Regione Amministrativa di Sobradinho, è molto prossima alla città di Paranoá - DF, è cominciata con una invasione irregolare. Senza regola da parte del Governo del Distretto Federale (GDF), l'invasione e cresciuta, con l'aumento parallelo degli indici di violenza e povertà nella regione. Per cambiare questa situazione e attendere alle istanze della popolazione, il 3 gennaio 2005, il GDF creo' la RA XXVIII dell'Itapoã - DF.
Attualmente, la regione continua a mancare di molte infrastrutture: una sola unità sanitaria locale e una sola scuola. Mancano le cloache le aree di divertimento (acqua e elettricità, secondo l'amministrazione della RA, sono state completate per il 100%). La strada a lato margine dell'Itapoã è stata duplicata, e questo ha diminuito l'indice di incidenti e investimenti. La strada commerciale è stata asfaltata.
Anche se trasformata in RA, l'invasione dell'Itapoa' è in una situazione irregolare, fatto questo che impedisce il concretizzarsi di alcuni benefici. In altre parole, Itapoã è diventata RA, ma continua essendo una invasione-favela. La regione è caratterizzata per l'alto indice di violenza, fango per le strade durante le piogge, sostituita dalla polvere durante il tempo secco.